# Torneig de les Cinc Nacions 1992
El Torneig de les Cinc Nacions 1992 va ser el 63a edició en el format de cinc nacions i la 98a tenint en compte les edicions del Home Nations Championship. Anglaterra va guanyar el torneig, aconseguint el Grand Slam per segon any consecutiu, el seu desth en el còmput general del torneig. Aquesta va ser també la victòria absoluta número vint, incloent cinc victòries, amb exclusió de deu títols compartits amb altres països. Anglaterra també va guanyar la Triple Corona i la Calcuta Cup com a resultat de les seves victòries sobre les altres nacions provinents de les illes britàniques. Anglaterra també va aconseguir un nou record, el de més assaigs en un torneig (15) per només 4 de rebuts. França, Escòcia i Gal·les van col·locar-se segon, tercer i quart, respectivament, amb dues victòries cadascun, mentre que Irlanda va quedar quarta sense cap victòria.

## Participants
| Nació      | Estadi           | Ciutat   | Entrenador        |
| ---------- | ---------------- | -------- | ----------------- |
| Anglaterra | Twickenham       | Londres  | Geoff Cooke       |
| França     | Parc des Princes | París    | Pierre Berbizier  |
| Irlanda    | Lansdowne Road   | Dublín   | Ciaran Fitzgerald |
| Escòcia    | Murrayfield      | Edimburg | Jim Telfer        |
| Gal·les    | National Stadium | Cardiff  | Alan Davies       |

## Classificació
| Posició | Nació      | Partits | Partits  | Partits  | Partits | Punts   | Punts     | Punts      | Taula de punts |
| Posició | Nació      | Jugats  | Guanyats | Empatats | Perduts | A Favor | En contra | Diferència | Taula de punts |
| ------- | ---------- | ------- | -------- | -------- | ------- | ------- | --------- | ---------- | -------------- |
| 1       | Anglaterra | 4       | 4        | 0        | 0       | 118     | 29        | +89        | 8              |
| 2       | França     | 4       | 2        | 0        | 2       | 75      | 62        | +13        | 4              |
| 3       | Escòcia    | 4       | 2        | 0        | 2       | 47      | 56        | −9         | 4              |
| 4       | Gal·les    | 4       | 2        | 0        | 2       | 40      | 63        | −23        | 4              |
| 5       | Irlanda    | 4       | 0        | 0        | 4       | 46      | 116       | −70        | 0              |

## Resultats
| Irlanda                                      | 15–16 | Gal·les                                                 | 1992-01-18 15:05 - Lansdowne Road, Dublín Àrbitre: F. A. Howard (Anglaterra) |
| Assaigs: Wallace Con.: Keyes Pen.: Keyes (3) |       | Assaigs: S. Davies Pen.: N. Jenkins (3) Drops: Stephens | 1992-01-18 15:05 - Lansdowne Road, Dublín Àrbitre: F. A. Howard (Anglaterra) |

| Escòcia                          | 7–25 | Anglaterra                                                            | 1992-01-18 15:05 - Murrayfield, Edimburg Àrbitre: W. D. Bevan (Gal·les) |
| Assaigs: White Pen.: G. Hastings |      | Assaigs: Morris R. Underwood Con.: Webb Pen.: Webb (4) Drops: Guscott | 1992-01-18 15:05 - Murrayfield, Edimburg Àrbitre: W. D. Bevan (Gal·les) |

| Anglaterra                                                                  | 38–9 | Irlanda                                | 1992-02-01 15:05 - Twickenham, Londres Àrbitre: W. D. Bevan (Gal·les) |
| Assaigs: Guscott Morris R. Underwood Webb (2) Con.: Webb (4) Pen.: Webb (2) |      | Assaigs: Keyes Con.: Keyes Pen.: Keyes | 1992-02-01 15:05 - Twickenham, Londres Àrbitre: W. D. Bevan (Gal·les) |

| Gal·les              | 9–12 | França                                                      | 1992-02-01 15:05 - National Stadium, Cardiff Assistència: 60,000 espectadors Àrbitre: O. E. Doyle (Irlanda) |
| Pen.: N. Jenkins (3) |      | Assaigs: Saint-André Con.: Lafond Pen.: Viars Drops: Penaud | 1992-02-01 15:05 - National Stadium, Cardiff Assistència: 60,000 espectadors Àrbitre: O. E. Doyle (Irlanda) |

| França                                        | 13–31 | Anglaterra                                                                  | 1992-02-15 15:05 - Parc des Princes, París Assistència: 45,150 espectadors Àrbitre: S. R. Hilditch (Irlanda) |
| Assaigs: Penaud Viars Con.: Viars Pen.: Viars |       | Assaigs: Morris R. Underwood Webb penalty try Con.: Webb (3) Pen.: Webb (3) | 1992-02-15 15:05 - Parc des Princes, París Assistència: 45,150 espectadors Àrbitre: S. R. Hilditch (Irlanda) |

| Irlanda                          | 10–18 | Escòcia                                                            | 1992-02-15 15:05 - Lansdowne Road, Dublín Àrbitre: A. J. Spreadbury (Anglaterra) |
| Assaigs: Wallace Pen.: Keyes (2) |       | Assaigs: Nicol Stanger Con.: G. Hastings (2) Pen.: G. Hastings (2) | 1992-02-15 15:05 - Lansdowne Road, Dublín Àrbitre: A. J. Spreadbury (Anglaterra) |

| Anglaterra                                                    | 24–0 | Gal·les | 1992-03-07 15:05 - Twickenham, Londres Àrbitre: R. J. Megson (Escòcia) |
| Assaigs: Carling Dooley Skinner Con.: Webb (3) Pen.: Webb (2) |      |         | 1992-03-07 15:05 - Twickenham, Londres Àrbitre: R. J. Megson (Escòcia) |

| Escòcia                                | 10–6 | França           | 1992-03-07 15:05 - Murrayfield, Edimburg Assistència: 54,000 espectadors Àrbitre: F. Burger (Sud-àfrica) |
| Assaigs: Edwards Pen.: G. Hastings (2) |      | Pen.: Lafond (2) | 1992-03-07 15:05 - Murrayfield, Edimburg Assistència: 54,000 espectadors Àrbitre: F. Burger (Sud-àfrica) |

| França                                                                                   | 44–12 | Irlanda            | 1992-03-21 15:05 - Parc des Princes, París Assistència: 49,317 espectadors Àrbitre: F. Burger (Sud-àfrica) |
| Assaigs: Cabannes Cécillon Penaud (2) Sadourny Viars (2) Con.: Viars (5) Pen.: Viars (2) |       | Pen.: McAleese (4) | 1992-03-21 15:05 - Parc des Princes, París Assistència: 49,317 espectadors Àrbitre: F. Burger (Sud-àfrica) |

| Gal·les                                                | 15–12 | Escòcia                                           | 1992-03-21 15:05 - National Stadium, Cardiff Àrbitre: M. Desclaux (França) |
| Assaigs: Webster Con.: N. Jenkins Pen.: N. Jenkins (3) |       | Pen.: Chalmers (2) G. Hastings Drops: G. Hastings | 1992-03-21 15:05 - National Stadium, Cardiff Àrbitre: M. Desclaux (França) |